# Samuel Hadida
Samuel Hadida (Casablanca, 17 de diciembre de 1953-Santa Mónica, California; 26 de noviembre de 2018) fue un productor de cine marroquí.

## Biografía
Hadida estudió en París. En 1978, cofundó la empresa Metropolitan Filmexport con su hermano Victor. La compañía se convirtió más tarde en un exitoso distribuidor independiente de películas en el mundo francófono. 
Hadida formó una nueva compañía, Davis Films, en 1990, y produjo más de treinta películas de Hollywood desde 1993 hasta 2012, siendo la primera True Romance, y Silent Hill: Revelation 3D la última. Metropolitan Filmexport es el actual distribuidor francés de películas de Lionsgate y, anteriormente, New Line Cinema (Warner Bros).